# Hyphessobrycon borealis
Hyphessobrycon borealis ist eine kleine Fischart aus der Salmlerfamilie Acestrorhamphidae, die in Französisch-Guayana in den Flüssen Approuague, Maroni, Oyapock und Sinnamary, sowie im Feuchtgebiet Kaw vorkommt.

## Merkmale
Hyphessobrycon borealis erreicht eine maximale Standardlänge von 2,8 Zentimetern und hat einen seitlich abgeflachten, schlanken und langgestreckten Körper. Die maximale Körperhöhe liegt bei durchschnittlich 32,5 % (29,4 bis 35,1) der Standardlänge. Der Kopf ist relativ klein, die Augen sind groß. Der Schwanzstiel ist länger als hoch. Der Körper ist hell olivgrün gefärbt, der Rücken ist dunkler, der Bauch ist silbrig. Ein dunkler Fleck hinter dem Kiemendeckel fehlt. Ein schwarzes, manchmal auch grün, glänzendes Band verläuft auf der Mitte der Körperseiten vom Kiemendeckel und endet in einem großen ovalen schwarzen Fleck auf dem Schwanzstiel. Der Fleck erstreckt sich auch auf die Basis der mittleren Schwanzflossenstrahlen. Die Fettflosse ist gelb bis hell orange. Ober- und unterhalb dieses Flecks befinden sich auf der gegabelten Schwanzflosse je ein gelber Fleck. Weitere gelbe Flecke liegen auf dem vorderen Abschnitt von Rücken- und Afterflosse.
- Flossenformel: Dorsale ii/9, Anale iii/19-20, Pectorale ii/10, Ventrale ii/7.
- Schuppenformel: mLR 29-32.

## Lebensraum
Hyphessobrycon borealis lebt ufernah in sehr flachem, nur langsam fließendem Wasser von 10 Zentimetern Tiefe.